# 信仰、法、国王のために

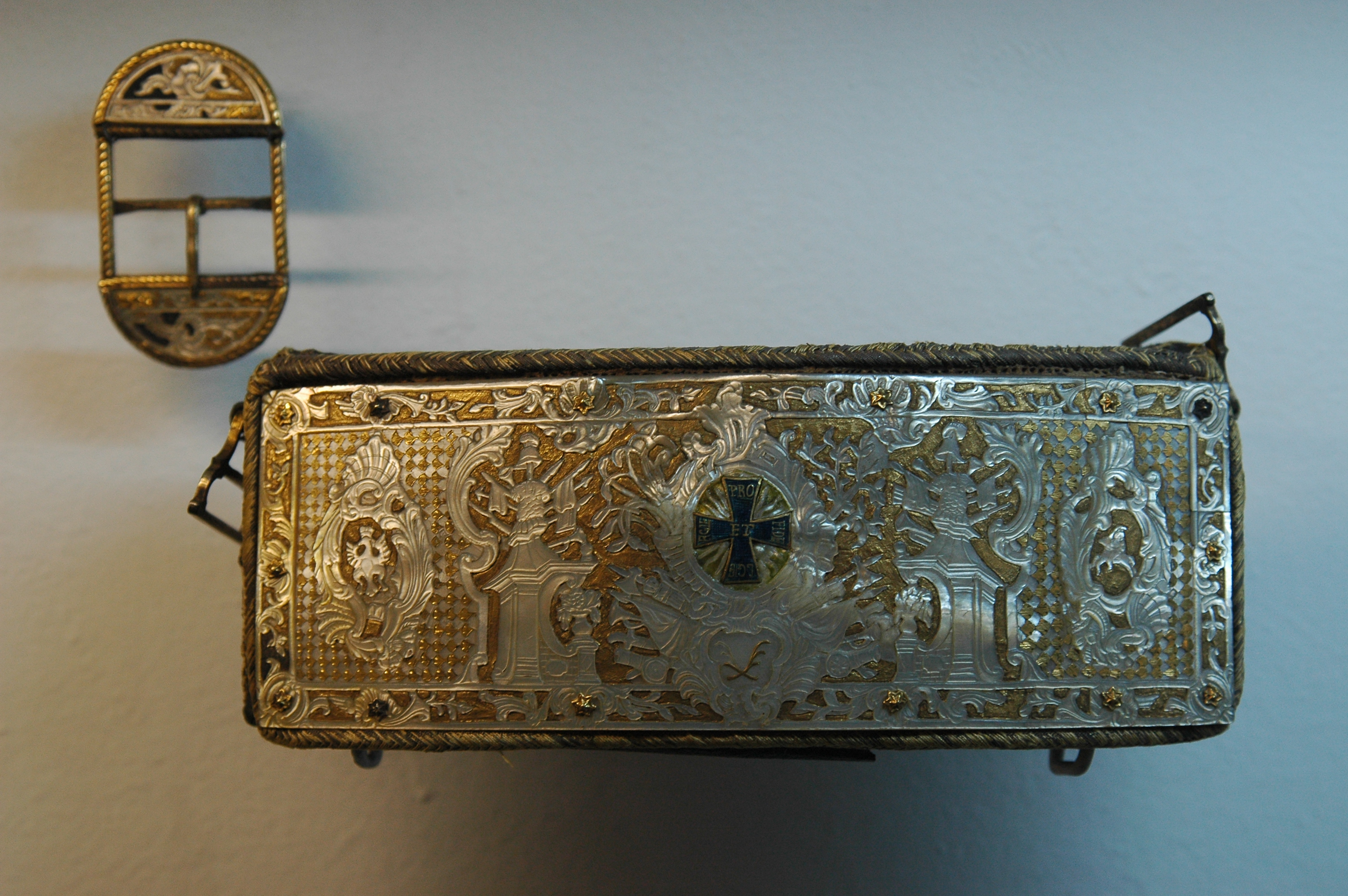
Pro Fide, Lege et Regeの標語入りの18世紀ポーランド歩兵のカートリッジケース

信仰、法、国王のために（しんこう、ほう、こくおうのために、ラテン語: Pro Fide, Lege et Rege）は、ポーランド・リトアニア共和国とポーランドにおける18世紀の標語である。
この標語は、以前の「神が我らと共にあるならば、誰が我らに逆らうか（Si Deus Nobiscum quis contra nos）」に代わり、さまざまな建物や軍の装飾品、装備品に採用された。また、白鷺勲章の標語となって残っている。騎兵隊の装備は「信仰、正義、国王のために（pro fide lege et rege）」であった。
このスローガンは、ポーランドの系図研究所の学術誌のタイトルとして使われている。